# Lydella
Lydella – rodzaj muchówek z rodziny rączycowatych (Tachinidae).

## Wybrane gatunki
- L. acellaris Chao & Shi, 1982[1]
- L. breviseria (Pandellé, 1896)
- L. grisescens Robineau-Desvoidy, 1830[1][2]
- L. lacustris Herting, 1959
- L. radicis (Townsend, 1916)[3]
- L. ripae (Brischke, 1885)
- L. scirpophagae (Chao & Shi, 1982)[1]
- L. stabulans (Meigen, 1824)[1][2]
- L. thompsoni Herting, 1959[3]